# Elena Benedetta Croce
Elena Benedetta Croce (Genova, 15 agosto 1926 – Genova, 25 giugno 2018) è stata una psicoanalista italiana, allieva di Claudio Modigliani e dei coniugi Eugenie e Paul Lemoine.

## Biografia
Contribuì alla diffusione in Italia dello psicodramma freudiano elaborato dai coniugi Lemoine, fondando la Società Italiana di Psicodramma Analitico (SIPsA), di cui fu anche presidente.
Studiosa della teoria e della prassi analitica, ha elaborato nel tempo l'impianto metodologico del cosiddetto psicodramma analitico, metodica utilizzabile in campo psicoterapeutico, formativo e di supervisione.
Fu didatta della Société d'études du psychodrame tecnique et pratique.

## Pubblicazioni
- Acting out e gioco in psicodramma analitico, Edizioni Borla, Roma, 1985
- Funzione analitica e formazione alla psicoterapia di gruppo, Edizioni Borla, Roma, 1985
- Il volo della farfalla, Edizioni Borla, Roma, 2000
- La realtà in gioco, Reale e realtà in psicodramma analitico, Edizioni Borla, Roma, 2001